# Melanž (fiktivní substance)
Melanž nebo také koření všeho koření je droga v románové sci-fi sérii Duna spisovatele Franka Herberta. Melanž je látka nacházející se výhradně v hluboké poušti planety Arrakis, která prodlužuje lidský život a poskytuje svému uživateli mimořádné psychické schopnosti. Díky svým vlastnostem a náročné těžbě jde o nejcennější látku v Impériu (nebo také ve Vesmíru), „koření všeho koření“.

## Původ
Melanž je houbovitá látka, výměšek písečných pstruhů – nevelkých kožovitých tvorů, kteří žijí v hlubokém písku pouštní planety Arrakis a pohlcují ve svém těle veškerou povrchovou vodu. Původ písečných pstruhů není znám, jediné místo ve známém vesmíru, kde se nacházejí, je právě Arrakis. Ve vhodných podmínkách se písečný pstruh transformuje na písečného červa, který dosahuje délky několika stovek metrů a chrání písky bohaté na melanž. 
Melanž má oranžovou barvu a silně voní po skořici. 
Za vlády imperátora Paula Atreida (10175–10219) se spiklenci pokusili přenést písečné pstruhy na planetu Salusu Secundus a zahájit zde vlastní produkci melanže, avšak neúspěšně. To se podařilo až o více než 5 000 let později na Kapitule, planetě Sesterstva Bene Gesseritu. Arrakis byla krátce nato poničena Ctěnými matre. Později se však ukázalo, že píseční červi nezahynuli, jen se zahrabali do hlubokého písku a o dvě desetiletí později se vrátili zpět na povrch a začali přetvářet Arrakis zpět na poušť. Mezitím se zjistilo, že melanžový cyklus probíhá i na planetě Qelsu (k nelibosti tamních obyvatel, kteří nechtěli přijít o svou krásnou planetu), kam byli píseční červi v minulosti přeneseni v rámci benegesseritského programu na záchranu melanže. Na samém konci románové série jsou píseční červi rozšířeni i na Synchronizaci, původní centrum říše myslících strojů, a na planetu Buzell vypustí Tleilaxan Waff zmutované písečné červy, kteří dokážou prosperovat v mořské vodě a produkují extrémně silnou melanž, nazývanou ultrakoření. 
Pokusy o vytvoření syntetické melanže dlouhá léta selhávaly. Nejambicióznější „projekt Amál“, kdy imperátor Shaddam IV. (10119–10202) pověřil výrobou syntetické melanže Bene Tleilax, trval třicet let, a přesto se nepodařilo dosáhnout výsledku. To dokázali Tleilaxané až po smrti imperátora Leta II. Atreida (10207–13728) o 4 000 let později.

## Užití
Melanž je droga, která při nadměrném užívání vyvolává silnou závislost. Charakteristickým znakem závislosti na melanži jsou „Ibádovy oči“, temně modře zabarvené oči bez bělma i panenky. Pokud závislý uživatel ztratí přístup k melanži, nejprve oslepne a pak za strašlivých bolestí zemře.
- Lék proti nemocem – melanž má výrazné účinky proti některým onemocněním. V době Služebnického džihádu (201 p. G.–108 p. G.) rozšířily myslící stroje na planety ovládané lidmi smrtící virus. Ukázalo se, že melanž výrazně snižuje riziko úmrtí, což poprvé vyvolalo masový zájem o málo známé koření z Arrakis.
- Prodloužení života – melanž při pravidelném užívání prodlužuje lidský život řádově na stovky let. V Knize Děti Duny je řečeno, že nanejvýše přibližně čtyřnásobně.
- Vesmírná navigace – největší význam melanže tkví v jejím využití v mezihvězdné přepravě. Navigátoři Kosmické gildy jsou trvale uzavřeni v akváriích vyplněných melanžovým plynem, díky čemuž získávají schopnost nahlédnout do blízké budoucnosti a bezpečně tak řídit kosmické lodi zakřiveným prostorem v nadsvětelných rychlostech. Bez melanže by prakticky nebyla možná komunikace mezi jednotlivými planetami Impéria.
- Voda života – s melanží souvisí i další produkt Arrakis, Voda života. Jde o výměšek utopeného písečného červa (pro nějž je běžná voda smrtelným jedem). Tento výměšek je prudce jedovatý, avšak některé ženy jej dokáží ve svém těle transformovat na opojnou drogu, která jim v mysli vyvolá vzpomínky na všechny životy předků v ženské linii (tzv. zděděné vzpomínky, obvykle označovány za genetickou paměť). Vodu života užívají především členky Sesterstva Bene Gesserit, které díky zděděným vzpomínkám získávají naprosto mimořádné psychické schopnosti. Cílem genetického plánu Bene Gesseritu je vytvoření Kwisatze Haderacha, muže, jenž by se výměškem písečného červa neotrávil, ale získal přístup ke vzpomínkám na životy předků v mužské i ženské linii a tím se v kombinaci s předzvěstným smyslem umožňujícím předvídat budoucnost a sledovat děj v přítomnosti de facto stal vševědoucím.
- Potraviny a další užití – melanž se přidává jako příchuť do různých potravin, existuje např. melanžové pivo, káva, oplatky. Z melanže lze vytvářet i vlákno, které se na Arrakisu užívá k výrobě oblečení a papíru.